# Civljane
Civljane ist eine Gemeinde in Kroatien in der Gespanschaft Šibenik-Knin.
Civljane liegt nördlich von der Stadt Split und unweit von der Grenze zu Bosnien und Herzegowina entfernt. Das Gemeindegebiet umfasst 104 Quadratkilometer.
Zur Zeit der Volkszählung im Jahr 2021 hatte Civljane 171 Einwohner, wovon 86 (50,29 %) männlich und 85 (49,71 %) weiblich waren. Civljane ist somit die einwohnerschwächste Gemeinde in der Gespanschaft Šibenik-Knin. Die größte Ethnie bilden die Kroaten mit 80 (46,78 %) Einwohner. Außergewöhnlich hoch ist außerdem den Anteil der Serben mit 66 (38,60 %) Einwohner.